# De tovenaarsleerling (ballade)

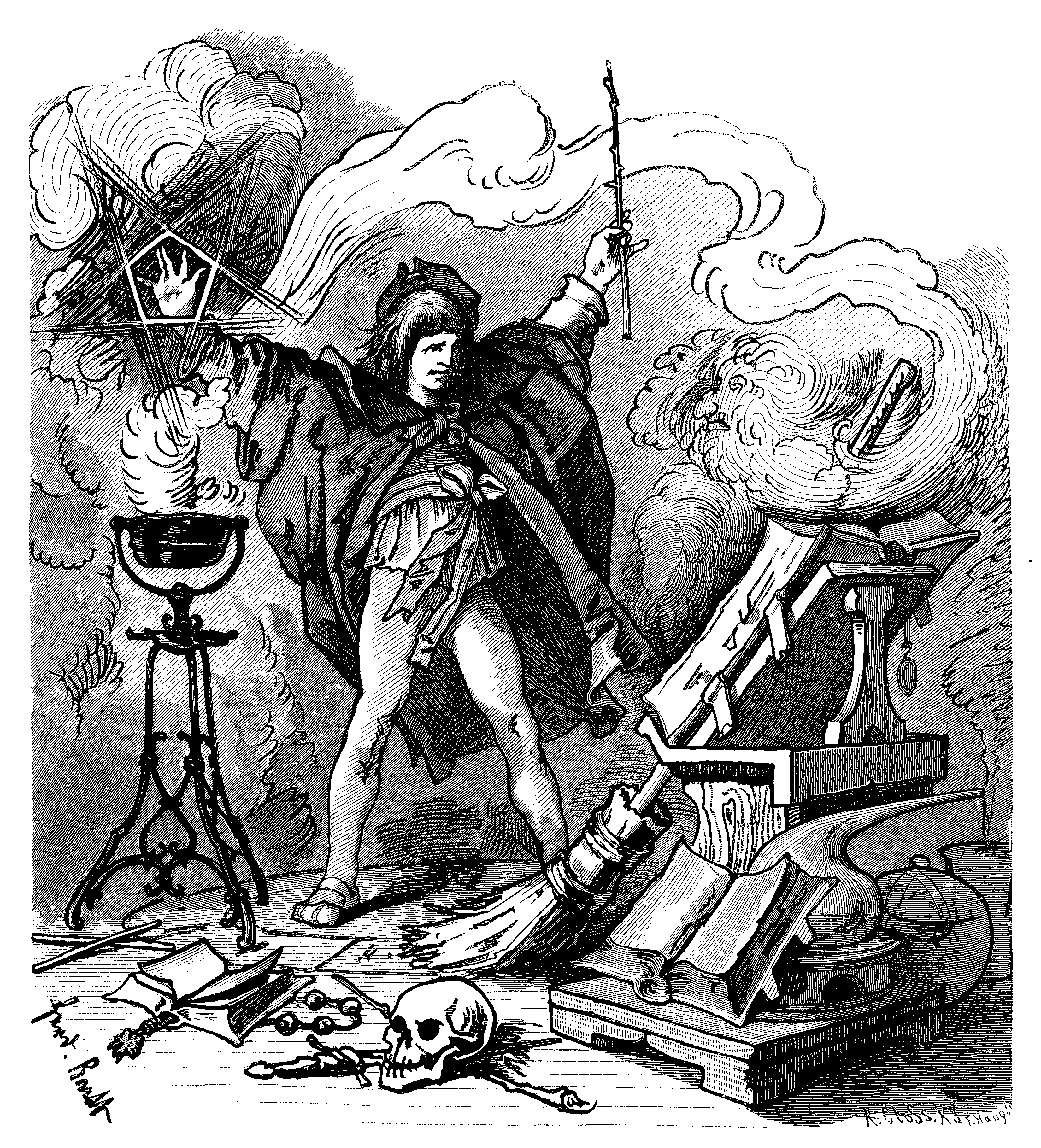
Ets (1882) bij het gedicht van Goethe, door S. Barth

Der Zauberlehrling (De tovenaarsleerling) is een ballade van Goethe, geschreven tijdens diens verblijf in Weimar in 1797.

## Verhaal
Het verhaal begint met de oude tovenaar die zijn werkplaats verlaat. Hij laat zijn leerling achter met corvee, vervelende dagelijkse schoonmaakklusjes.
De leerling wordt algauw moe van het telkens water halen, en betovert daarom een bezemsteel om het werk voor hem te doen. De leerling is echter nog niet voldoende volleerd en kan de bezemsteel niet in bedwang houden. Algauw staat de vloer blank. De leerling realiseert zich dat hij de bezem niet kan laten stoppen, omdat hij de toverspreuk daarvoor niet kent. Wanhopig splijt de leerling de bezem in twee delen met een bijl, maar elk van de stukken pakt weer een emmer en gaat door met water halen, vlugger nog dan eerst. Als alles verloren lijkt te gaan in een enorme vloedgolf, komt de oude tovenaar terug. Hij breekt de betovering en alles komt weer goed.
In de oude versies van het verhaal (zie hieronder), is de tovenaar heel boos en wordt de leerling door de tovenaar verbannen. In de versie van Goethe is de tovenaar geamuseerd door de les die de leerling heeft geleerd, dat met magie voorzichtig omgegaan moet worden, en krijgt de leerling slechts een reprimande.
Veel sprookjes hebben een psychologische achtergrond en behandelen de ontwikkeling van kind tot volwassene. Zo is Doornroosje een metafoor voor de ontwikkeling van een meisje tot vrouw. De Tovenaarsleerling zou het groeiproces van een jongen verbeelden. De jongen moet zich daarbij bevrijden van de macht van zijn vader of leraar. Er zijn dan ook varianten van het verhaal waarin de jongen de leraar uiteindelijk overwint en doodt.

## Geschiedenis en voorgeschiedenis
Goethe en Friedrich Schiller waren in de tijd dat Goethe de ballade schreef in een vriendschappelijke dichterswedstrijd verwikkeld, waarbij onder andere De Tovenaarsleerling ontstond, en een aantal andere balladen, waaronder Der Gott und die Bajadere (God en de Bajadère), Die Braut von Korinth (de bruid van Korinthe) en Der Schatzgräber (de schatgraver).
De ballade over de tovenaarsleerling inspireerde de Franse componist Paul Dukas in 1897 om een symfonische versie te maken, getiteld L'Apprenti sorcier.
Deze muziek inspireerde vervolgens Walt Disney voor een van de delen uit zijn film Fantasia uit 1940. In deze film speelt Mickey Mouse de rol van tovenaarsleerling en Yen Sid (die daar ook zijn eerste verschijning maakte, zijn naam is Disney achterstevoren) de rol van tovenaarsmeester. Dit filmpje werd in 2000 ook gebruikt voor de vervolgfilm Fantasia 2000.
Goethe kende het verhaal, blijkens een in 1788 verschenen brief van hem, uit de vertaling door  Christoph Martin Wielands van Philopseudes (de leugenminnaar), een raamvertelling van Lucianus van Samosata uit de tweede eeuw na Chr. Hierin behandelt deze satiricus en schrijver de tot nu toe als oudst bekende versie van een tot leven gewekt voorwerp, in dit geval een vijzel, om alle bijgeloof belachelijk te maken, en zijn verhaalmotief luidt dus niet: "bezint eer ge begint", zoals bij Goethe. Een soortgelijke thema valt te vinden in de legende van de Golem. Een charmante versie van Lucianus' verhaal vindt men bij  A.C.W. Staring onder de naam De leerling van Pankrates.
Ook de gebroeders Grimm hebben een versie van een tovenaarsleerling genoteerd, De Gaudeif un sien Meester. Dit is echter een geheel ander verhaal. De tovenaarsleerling wordt zo handig dat hij zich in allerlei dieren kan veranderen. Zijn vader maakt die kunst te gelde.

## Nederlandse vertaling
- De tovenaarsleerling, vert. Maarten Elzinga, in: Terras, 2011, nr. 2